# Церемония (фильм, 1971)
«Церемония» (яп. 儀式) — кинофильм режиссёра Нагисы Осимы, вышедший на экраны в 1971 году.

## Сюжет
Получив известие о том, что его родственник Тэрумити при смерти, Масуо Сакурада вместе со своей кузиной Рицуко отправляется в путь, чтобы проверить эту информацию. Во время путешествия он вспоминает своё прошлое, начиная с 1947 года, когда он вместе с матерью вернулся на родину из Маньчжурии. Перед мысленным взором Масуо проходит история обширного клана Сакурада, тесно связанная с историей послевоенной Японии и представленная последовательностью семейных церемоний — свадеб, похорон, юбилеев...

## В ролях
- Кэндзо Каварасаки — Масуо
- Ацуко Каку — Рицуко
- Ацуо Накамура — Тэрумити
- Кэй Сато — Кадзуоми, дедушка
- Акико Кояма — Сэцуко
- Киёси Цутия — Тадаси
- Фумио Ватанабэ — Сусуму
- Нобуко Отова — 	Сидзу Сакурада
- Эйтаро Одзава — Такэё Татибана
- Тайдзи Тонояма — глава рода

## Награды
- 1971 — участие в конкурсной программе Чикагского кинофестиваля.
- 1972 — четыре премии журнала «Кинэма Дзюмпо»: лучший фильм, режиссура (обе — Нагиса Осима), сценарий (Мамору Сасаки, Цутому Тамура, Нагиса Осима), актер (Кэй Сато).
- 1972 — три премии «Майнити»: лучший сценарий (Мамору Сасаки, Цутому Тамура, Нагиса Осима), музыкальное сопровождение (Тору Такэмицу), запись звука (Хидэо Нисидзаки).